# العواصم من القواصم
العواصم من القواصم في تحقيق مواقف الصحابة بعد وفاة النبي هو كتاب من تأليف الحافظ والقاضي أبو بكر بن العربي. يبحث الكاتب مسألة العصمة، فحسب بن العربي، ومن وجهة نظر أهل السنة والجماعة، فالعصمة لا تكون إلا للأنبياء ولكن ذلك لا يعني أن يطعن بأصحاب النبي، فالطعن بأصحاب النبي هو طعن بالنبي ذاته. بسبب الخلاف الدائر بين السنة والشيعة يدافع المؤلف عن الصحابة ويذكر مناقبهم وكراماتهم، فسمى الدعوى «قاصمة» والرد عليها «عاصمة» حتى وصل في ردوده إلى العصر العباسي.

## وصلات خارجية
- العواصم من القواصم إسلام هاوس، PDF/Word.
- العواصم من القواصم الموسوعة الشاملة.